# Проспект Сидоренко
Проспект Сидоренко — проспект города Апатиты. Назван в честь геолога, академика АН СССР Александра Васильевича Сидоренко.

## История
Строился проспект в конце 80-х годов на восточной окраине города Апатиты, при постройке нового микрорайона. Проспект стал продолжением улицы Бредова. В 1988 году по решению городского совета ему было присвоено имя академика А. В. Сидоренко.
В конце 1990-х годов на северо-востоке проспекта начали строить частные дома.

## Расположение
Проспект расположен на восточной окраине города в 7-м микрорайоне, проходит с запада на восток.
Начинается от перекрёстка улиц Победы, Строителей и Бредова, выходя из неё. Заканчивается поворотом из города, ведущим к Городскому кладбищу и к Аэропорту «Хибины».

## Пересекает улицы
- ул. Бредова (выходит из неё)
- ул. Воинов-Интернационалистов
- ул. Победы
- ул. Строителей

## Здания
- № 10 — Детский сад «Снегирёк».
- № 22а — Школа № 7.
- № 24 — Детский сад «Радость».

## Транспорт
На проспекте Сидоренко располагается конечная остановка нескольких городских и большинства пригородных автобусных маршрутов.
По проспекту ходят автобусные маршруты № 6, 9, 12, 102, 128, 130, 135 и маршрутки № 102.